# Sudince
Sudince jsou obec v okrese Krupina v Banskobystrickém kraji na Slovensku. Žije zde 85 obyvatel. Nachází se na jihu Štiavnických vrchů severně od města Dudince.
První písemná zmínka o obci pochází z roku 1245. V obci se nachází jednolodní pozdněklasicistní evangelický kostel z roku 1858.